# Michael Hartig
Michael Hartig  (* 28. September 1878 in Mauern, Königreich Bayern; † 12. April 1960 in München) war ein deutscher Katholischer Theologe, Kunsthistoriker und Archivar.

## Leben
Hartig studierte ab 1898 Katholische Theologie an der Philosophisch-theologischen Hochschule Freising sowie Kunstgeschichte an der Ludwig-Maximilians-Universität München und der Julius-Maximilians-Universität Würzburg. Ab 1910 war er Vorstand des Erzbischöflichen Archivs, daneben ab 1917 auch Leiter der Bibliothek des Metropolitankapitels München. Nach der Promotion 1914 zum Dr. phil. an der Universität Würzburg war er von 1924 bis 1954 Gründungsvorsitzender des Vereins für Diözesangeschichte von München und Freising. 1925 wurde er Domkapitular in München. 1920 hielt er Vorlesungen an der Franziskanerhochschule St. Anna München. Von 1925 bis 1942 war er Dozent an der Hochschule Salzburg. Von 1950 bis 1960 lehrte er als Honorarprofessor Christliche Kunst an der Universität München.
Von 1945 bis 1960 war Hartig der Vorsitzende des Historischen Vereins von Oberbayern. 
Hartig wohnte im Haus Widenmayerstraße 2 im Münchner Stadtteil Lehel.

## Ehrungen
- 1914 Kaplan Seiner Heiligkeit
- 1922 Ehrenprälat Seiner Heiligkeit
- 1948 Ehrendoktor der Theologie der LMU München
- 1953/54 Ehrenmitglied der katholischen Studentenverbindung KBStV Rhaetia München[1]
- 1960 Bayerischer Verdienstorden

## Schriften (Auswahl)
- Das Benediktiner-Reichsstift Sankt Ulrich und Afra in Augsburg (1012 bis 1802). Augsburg 1923, OCLC 11115416.
- Freising. Eine ehemalige altbayerische Bischofsstadt. Augsburg 1928, OCLC 174846693.
- Die niederbayerischen Stifte. Mächtige Förderer deutscher Kunst. München 1939, OCLC 472104689.
- Stätten der Gnade. München 1947, OCLC 36175335.